# Нандамури Харикришна
Нандамури Харикришна (телугу నందమూరి హరికృష్ణ; 2 сентября 1956, Ниммакуру, Андхра-Прадеш – 29 августа 2018, Наркетпалли, Телингана) — индийский актёр, кинопродюсер и политик, сын легендарного актёра НТР и отец актёров Кальяна Рама и НТР-младшего. Лауреат Nandi Award за лучшую характерную роль.

## Биография
Родился 2 сентября 1956 года в деревне Ниммакуру округа Кришна штата Андхра-Прадеш. Был четвёртым сыном в семье легендарного актёра кино на телугу Нандамури Тарака Рама Рао (НТР) и его первой жены Басаватаракам, всего имевших 8 сыновей и 4 дочерей. Среднее образование получил в Senior Secondary School в Мадрасе.
Ему было около 10 лет, когда он дебютировал на экране в мифологической драме Sri Krishnavataram (1967), исполнив роль юной версии героя его отца НТР. В следующие годы он сыграл в таких известных фильмах на телугу, как Thalla? Pellama? (1970), Tatamma Kala (1974) и Ram Raheem (1974). Ярким моментом в его актёрской карьере было исполнение роли Арджуны в Daana Veera Shura Karna (1977), знаковом фильме в истории кино на телугу. Однако после этого он не снимался почти двадцать лет.
Он присоединился к партии Телугу Десам, когда его отец основал её в 1982 году. Во время их первой предвыборной кампании Харикришна стал водителем фургона Шевроле, на котором НТР проехал, как говорят, 75 000 км.
В 1995 году он поддержал «восстание» своего зятя Н. Чандрабабу Найду, взявшего на себя управление партией, и получил место в его кабинете. С 1996 по 1999 год он был членом Законодательного собрания штата Андхра-Прадеш и занимал место министра автомобильного транспорта в правительстве штата. Однако затем он выступил против найду и 26 января 1999 основал партию Anna TDP. Однако на выборах года новая партия не смогла выиграть ни одного места.
Харикришна вернулся на большой экран с камео в Sri Ramulayya (1998), главную роль в котором сыграл Мохан Бабу. После этого он появился ещё в нескольких фильмах, таких как Seetharama Raju (1999), Lahiri Lahiri Lahirilo (2002), Siva Rama Raju (2002) и Seetayya (2003). Lahiri Lahiri Lahirilo принёс ему Nandi Award за лучшую характерную роль.
В 2006 году Харикришна вернулся в ряды Телугу Десам  и, представляя её, в 2008 году был избран в Раджья сабха.

### Личная жизнь
В 1973 году Хариришна женился на Лакшми Кумари. У них родилось трое детей: сыновья Джанаки Рам и Кальян Рам и дочь Сухасини. Впоследствии он взял вторую жену Шалини и жил на два дома. В этом браке родился сын Тарака Рам, получивший имя в честь деда. Два младший сына Харикришны пошли по стопам отца и деда и стали киноактёрами. Старший сын погиб в автокатастрофе в 2014 году. Дочь после смерти отца занялась политикой, присоединившись к партии Телугу Десам.
Харикришна скончался 29 августа 2018 года, когда его автомобиль попал в ДТП рядом с деревней Наркетпалли в округе Налгонда штата Телингана.